# پوشش نوری

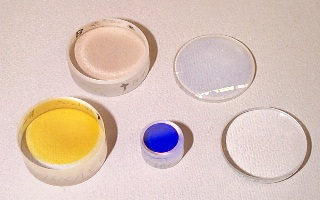
نوری با روکش آینه و لنز.

یک پوشش نوری یک یا چند لایه نازک از مواد رسوب بر نوری مانند یک لنز یا آینه است که باعث تغییر در بازتاب و انتقال نور می‌شود. یک نوع پوشش نوری، پوشش ضدبازتاب است که باعث کاهش بازتاب‌های ناخواسته از سطوح و اغلب در عینک و لنزهای عکاسی می‌شود. یکی دیگر پوشش‌هایی با بازتاب‌گری بالا است که می‌تواند برای تولید آینه استفاده شود که بیشتر از ۹۹٫۹۹ درصد از نور که بر روی آنها می‌افتد را بازتاب می‌کند. پوشش اپتیکی با ساختار پیچیده‌تر برخی از طول موج‌ها را بیشتر بازتاب می‌کند و محدوده دیگر را به آن اجازه می‌دهد که فیلترهای اپتیکی دوفام فیلم نازک ایجاد کند.
از آینه نیز برای نور پردازی‌ها در اماکن راهروها جهت کم کردن هزینه استفاده کرد

## انواع پوشش

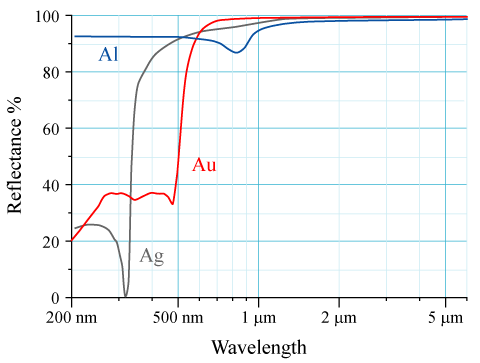
منحنی بازتاب در مقابل طول موج آلومینیوم، آینه‌های فلز نقره وطلا در زاویه یبرخورد نرمال

پوشش‌های اپتیکی ساده لایه‌های نازکی از فلزات مانند آلومینیوم که روی شیشه رسوب می‌شوند تا سطح آینه‌ای ایجاد کنند و به ین فرایند نقره اندود کردن گفته می‌شود. فلزی مورد استفاده ویژگی‌های آینه را مشخص می‌کند. آلومینیوم ارزانترین و رایج‌ترین پوشش مورد استفاده است و در طیف مرئی بازتابی حدود ۸۸٪-۹۲٪ دارد. نقره گرانتر است که دارای بازتاب حدود ۹۵–۹۹٪ حتی تا محدوده فروسرخ دور را دارد اما در محدوده نور آبی و فرابنفش به کتر از ۹۰٪ می‌رسد. گرانترین آنها طلا است که بهترین بازتاب ۹۸–۹۹٪ در فروسرخ دارد اما در طول موج کمتر از 550 nm بازتاب محدودتری دارد که باعث ایجاد رنگ طلایی می‌شود.
با کنترل ضخامت و دانسیته پوشش‌های فلزی، می‌توان بازتاب را کاهش داد و عبور را افزایش داد که یک آینه نیمه نقره اندود ساخته می‌شود. گاهی به عنوان آینه‌های یک طرفه استفاده می‌شوند.
۹۰،Tدیگر پوشش‌ها، پوشش‌های دی الکتریک هستند (از موادی با ضریب شکست متفاوت در سطح استفاده می‌کنند). این‌ها از لایه‌های نازکی از موادی مانند منیزیوم، فلوراید، کلسیم فلوراید، و اکسیدهای متفاوت فلزی که به صورت رسوب در سطح اپتیکی به کار می‌روند، ساخته می‌شوند. با انتخاب دقیق ترکیبات، ضخامت و تعداد لایه‌ها امکان تیلر بازتاب و عبور پوشش وجو دارد تا ویژگی‌های مورد نظر را ایجاد کرد. ضریب‌های بازتاب سطوح می‌تواند به کمتر از ۰٫۲ کاهش یابد که یک پوشش ضدبازتاب ایجاد می‌کند. در مقابل بازتاب به بیش از ۹۹٫۹۹٪ افزایش یابد که یک پوشش با بازتاب بالا ایجاد می‌شود. سطح بازتاب به یه مقدار خاص می‌تواند تنظیم شود برای مثال برای ساخت یک آینه که ۹۰٪ را بازتاب و ۱۰٪ را عبور دهد. چنین آینه‌هایی به عنوان جدا کننده پرتوها و به عنوان خروجی در لیزرها استفاده می‌شوند. به عیارت دیگرُ پوشش‌های می‌توانند طوری طراحی شوند که آینه‌ها ببخش کوچکی از پرتوها را بازتاب کنند و یک فیلتر اپتیکی ایجاد کنند.
تنوع پوشش دی الکتریک منجر به استفاده از آنها در بسیاری از علمی سازهای نوری (مانند لیزرها، میکروسکوپ‌های نوری، تلسکوپ بازتابی و تداخل‌سنج‌ها) شده و همچنین دستگاه‌های مصرف‌کننده مانند دوربین شکاری، عینک و لنزهای عکاسی.
دی الکتریک لایه‌ها گاهی بیش از بالا از فلز سینما یا به ارائه یک لایه محافظ (مانند دی‌اکسید سیلیکون بیش آلومینیوم) یا به منظور افزایش بازتاب فلزی فیلم استفاده می‌شود. ترکیبات فلز و دی الکتریک نیز برای پوشش‌های پیشرفته که با روش دیگری ساخته نمی‌شوند استفاده می‌شود. یکی از نمونه‌های آن به اصطلاح «آینه کامل» هستند که بازتاب بالایی (اما نه کامل) با حساسیت غیرمعمول پایین به طول موج، زاویه و قطبش دارد.

### پوشش‌های ضدبازتاب

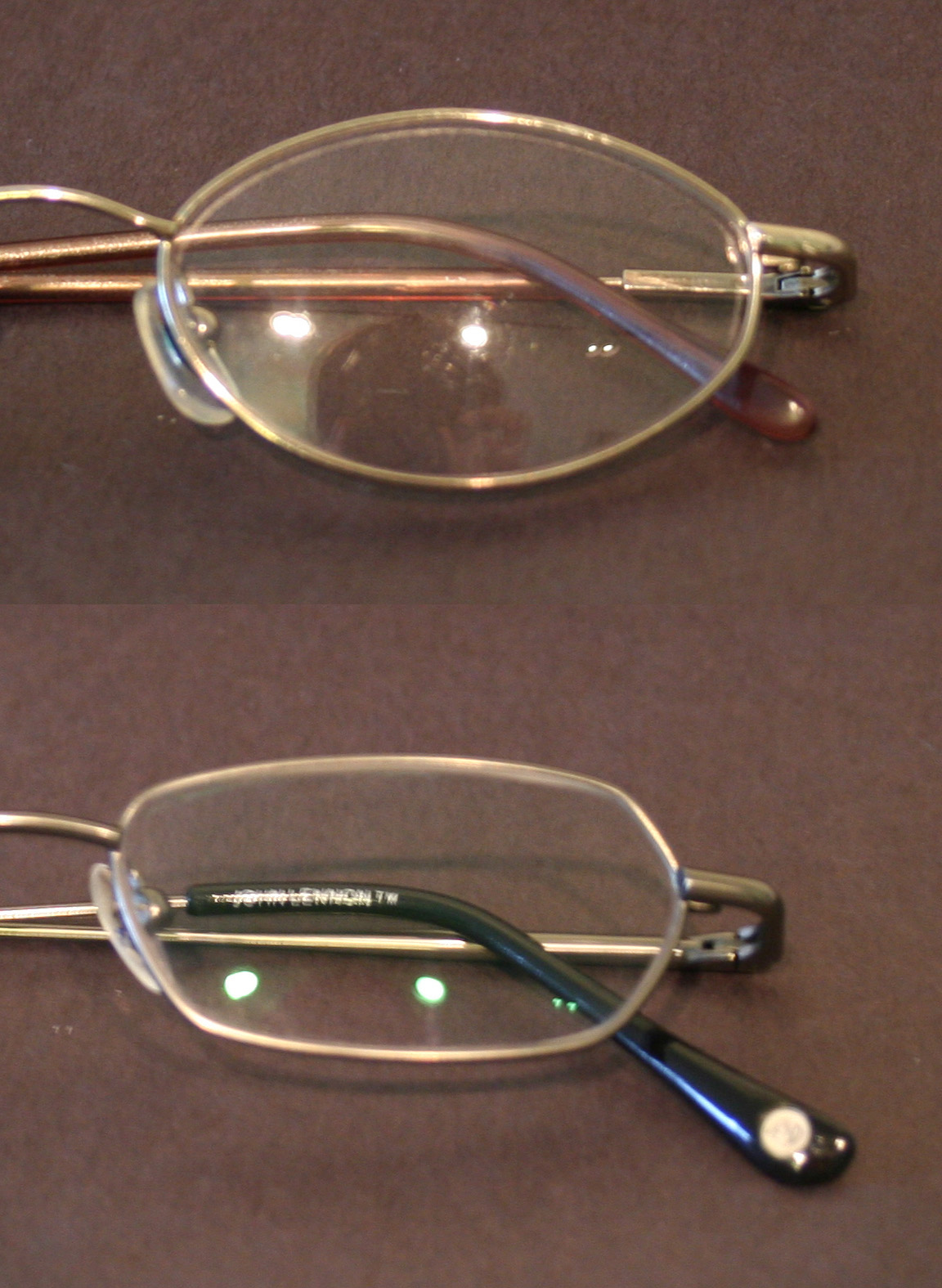
مقایسه شیشه بدون پوشش (تصویر بالا) و شیشه با پوشش ضدبازتاب (تصویر پایین)

تعدادی از اثرات استفاده می‌شود برای کاهش بازتاب. ساده‌ترین برای استفاده از یک لایه نازک از مواد در رابط با شاخص انکسار بین این دو رسانه است. بازتاب به حداقل رسیده است که
{\displaystyle n_{1}={\sqrt {n_{0}n_{S}}}},
که در آن {\displaystyle n_{1}} اول از لایه نازک و {\displaystyle n_{0}} و {\displaystyle n_{S}} شاخص از دو رسانه است. مطلوب شاخص‌های انکساری به صورت چند لایه پوشش در زوایای بروز دیگر از ۰° توسط مورنو و همکاران در سال ۲۰۰۵ نشان‌داده شده است.
چنین پوششهایی می‌تواند منجر به کاهش بازتاب برای شیشه‌های معمولی حدود چهار درصد تا دو در صد در هر سطح شود اینها اولین نوع پوشش‌های ضدبازتاب مشهور بودند که توسط آ قای لورد رایله در سال ۱۸۸۶ کشف شد. او متوجه شد که شیشهٔ تار شدهٔ کم نور بیشتری را نسبت به تکه‌های جدید عبور می‌دهد.